# Жуайё (Эн)
Жуайё (фр. Joyeux) — коммуна во Франции, находится в регионе Рона — Альпы. Департамент — Эн. Входит в состав кантона Мексимьё. Округ коммуны — Бурк-ан-Брес.
Код INSEE коммуны — 01198.

## География
Коммуна расположена приблизительно в 390 км к юго-востоку от Парижа, в 31 км северо-восточнее Лиона, в 29 км к югу от Бурк-ан-Бреса.
На территории коммуны расположено около 30 озёр, общая площадь которых составляет 400 га.

## Климат
Климат полуконтинентальный с холодной зимой и тёплым летом. Дожди бывают нечасто, в основном летом.

## История
13 февраля 2006 года на болотах Домб была найдена мёртвая дикая утка. 19 февраля было подтверждено, что она умерла от вируса H5N1. Это был первый подтверждённый случай наличия этого вируса во Франции.

## Население
Население коммуны на 2010 год составляло 223 человека.
| 1962 | 1968 | 1975 | 1982 | 1990 | 1999 | 2010 |
| ---- | ---- | ---- | ---- | ---- | ---- | ---- |
| 157  | 146  | 142  | 151  | 171  | 206  | 223  |

## Экономика
В 2010 году среди 153 человек трудоспособного возраста (15—64 лет) 115 были экономически активными, 38 — неактивными (показатель активности — 75,2 %, в 1999 году было 75,5 %). Из 115 активных жителей работали 104 человека (60 мужчин и 44 женщины), безработных было 11 (4 мужчины и 7 женщин). Среди 38 неактивных 12 человек были учениками или студентами, 15 — пенсионерами, 11 были неактивными по другим причинам.

## Достопримечательности
- Замок Жуайё[фр.] (1897—1902 годы). Исторический памятник с 2009 года[5]

## Фотогалерея

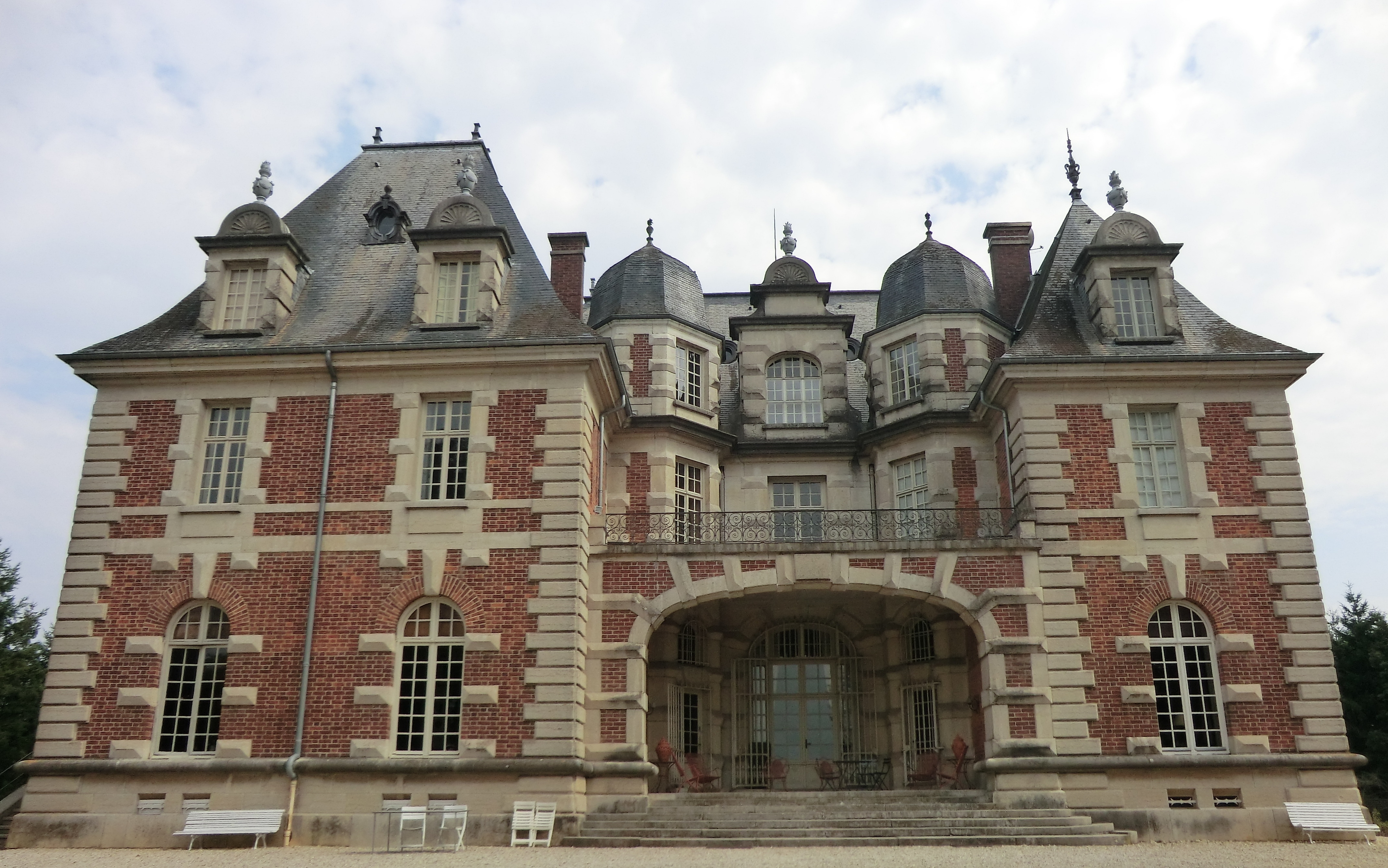
Замок Жуайё
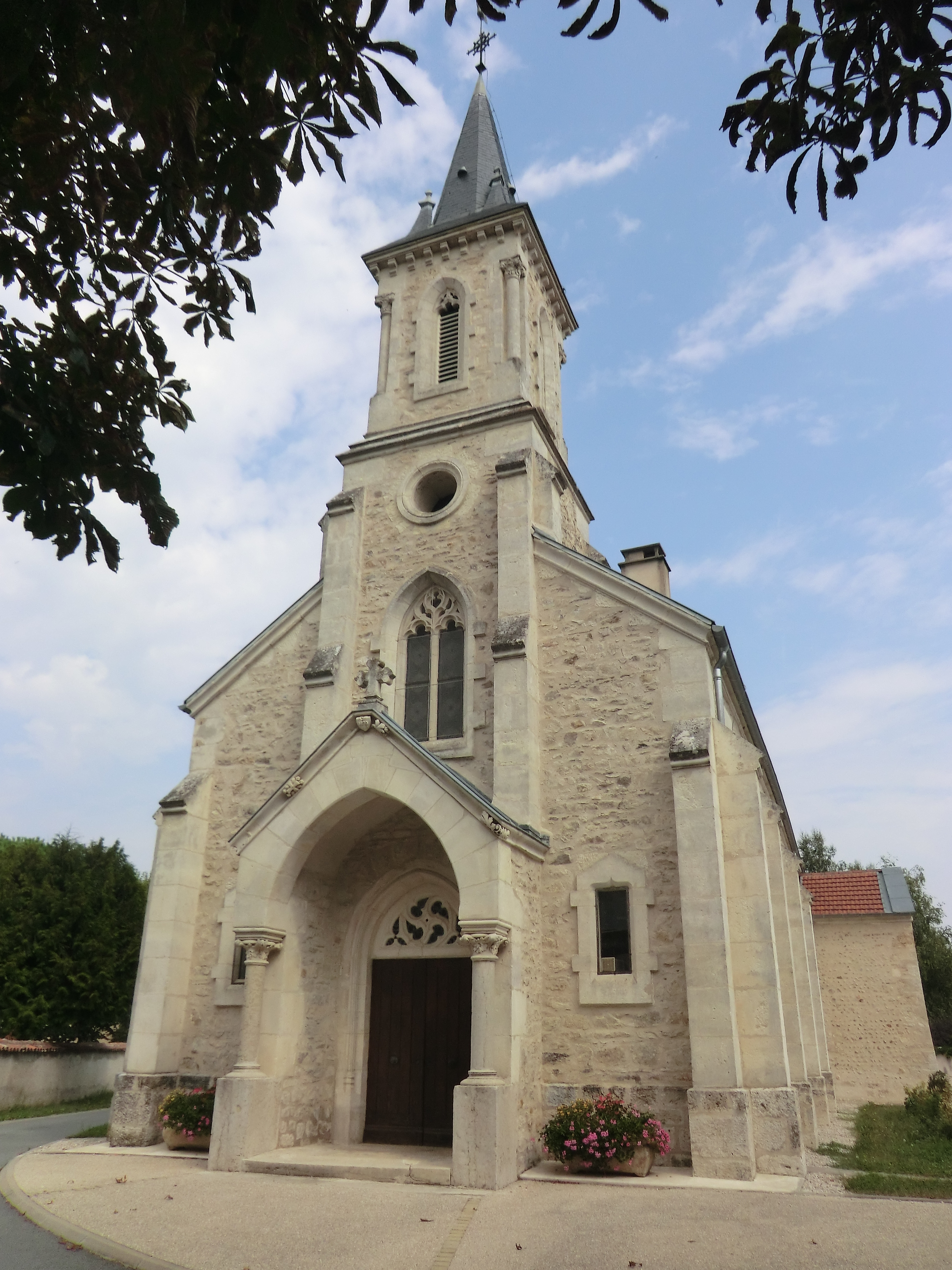
Церковь
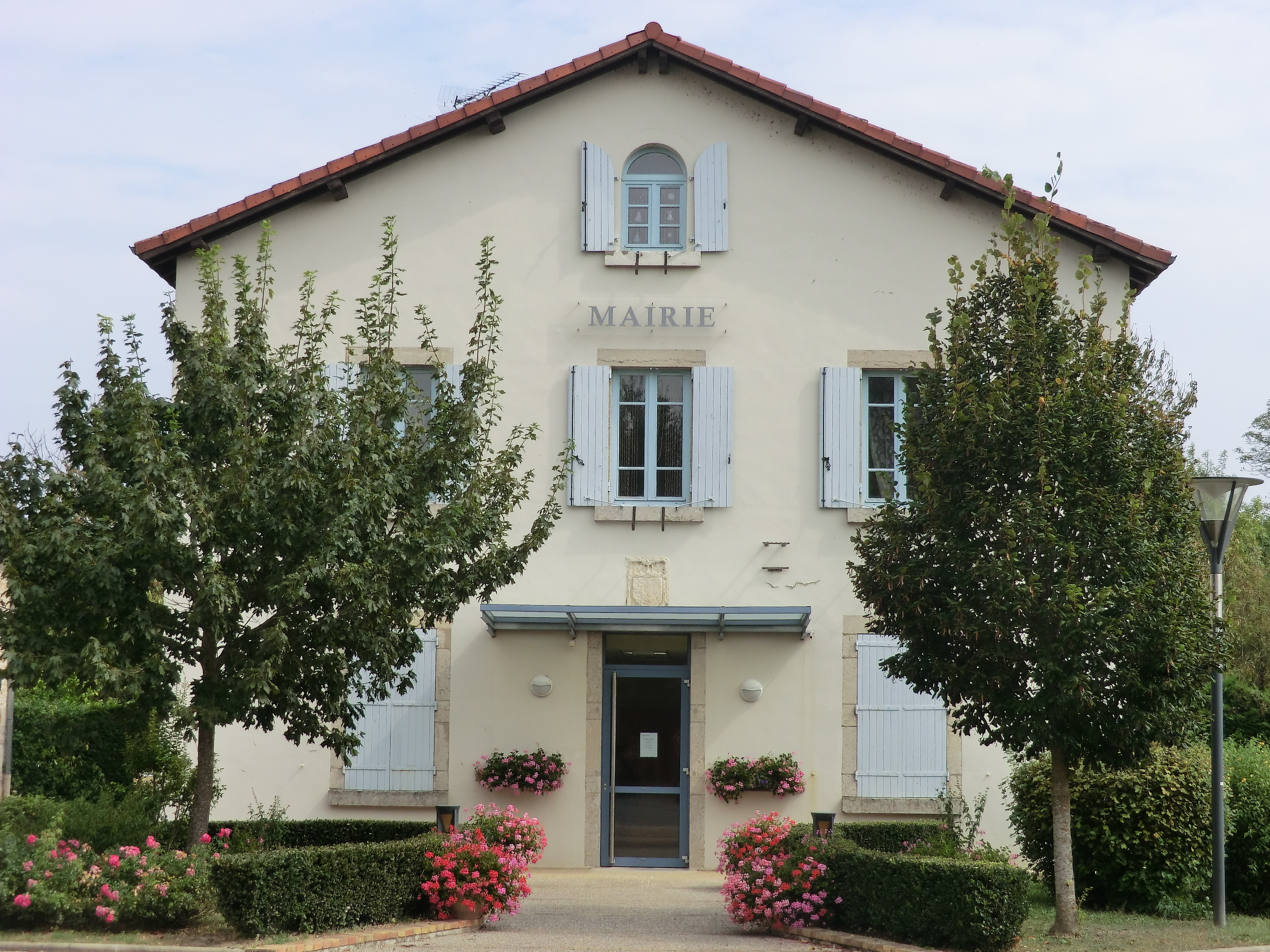
Мэрия
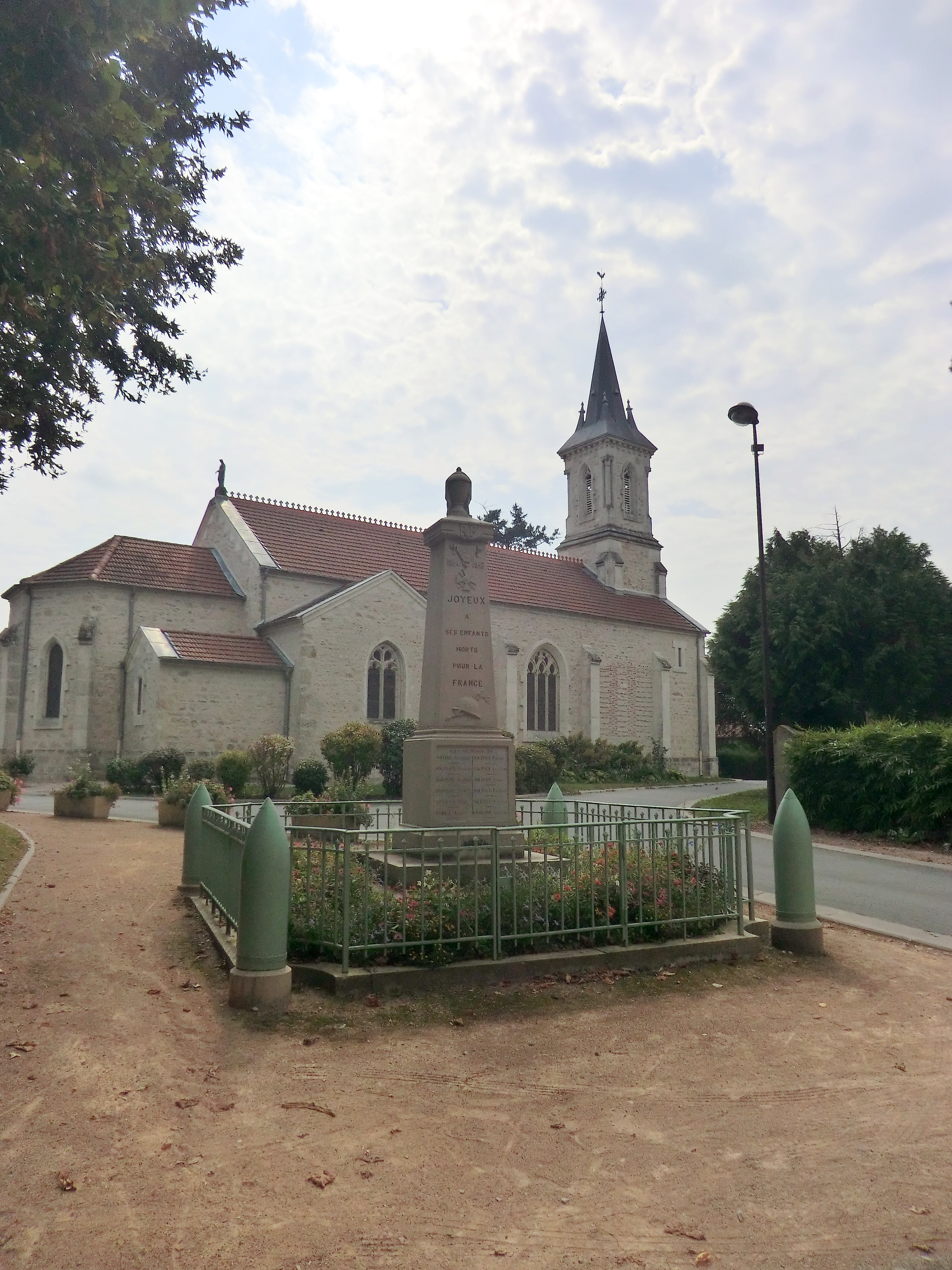
Военный мемориал
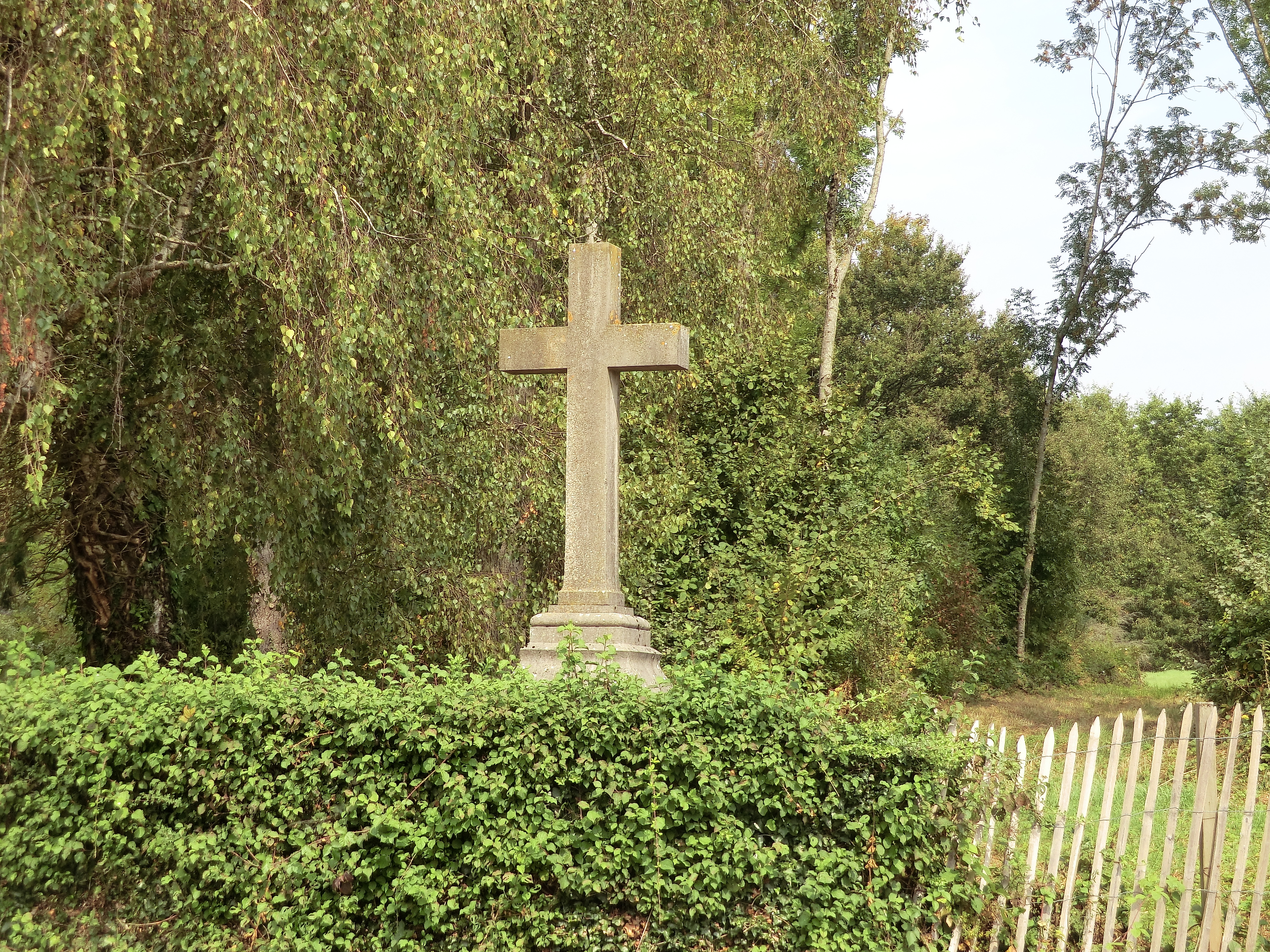
Крест